# 8552 Hyoichi
A 8552 Hyoichi (ideiglenes jelöléssel 1995 HE) a Naprendszer kisbolygóövében található aszteroida. A. Nakamura fedezte fel 1995. április 20-án.